# Антия Маннергейма
Антия Маннергейма, или антия, или жужелица антиа, или жужелица гигантская (лат. Anthia mannerheimii) — вид жуков из рода Anthia семейства Жужелицы. Единственный представитель этого тропического рода, обитающий на территории бывшего СССР (Южный Туркменистан, Узбекистан).

## Этимология латинского названия
Видовое название было дано в честь Карла Густава Маннергейма (1797—1854) — выдающегося финского энтомолога, сына Карла Эрика Маннергейма.

## Описание
Длина тела 38—53 мм. Окраска тела чёрная. Надкрылья сросшиеся. Крылья редуцированные. Голова с крупными серповидными челюстями. Усики нитевидные. Надкрылья с двумя парами округлых белых пятен, такие же пятна в виде одной пары есть на углах переднеспинки. Ноги длинные.

## Ареал
Афганистан, Восточный Иран, Пакистан, Туркменистан, Узбекистан. Жуки встречаются на закреплённых и полузакреплённых песчаных почвах.

## Биология
Жуки встречаются в апреле-мае. Является активным хищником. Особенности биологии изучены недостаточно. Жуки активны в ночное время и в сумерках. В дневное время они находятся в глубоких ходах в толще песка, которые вырывает самостоятельно челюстями, отбрасывая при этом песок ногами назад. Будучи потревоженным, жук выделяет из конца брюшка бесцветную едкую жидкость с выраженным запахом уксуса.
Самки откладывают по одному яйцу с интервалом в 7—10 дней. Длина яйца около 1 мм. Личинка антии обитает в толще песчаных почв. Активный хищник, поедает не только мелких беспозвоночных, но иногда нападает и на мелких ящериц.

## Подвиды
- Anthia mannerheimii afghana Anichtchenko, 2009
- Anthia mannerheimii mannerheimii Chaudoir, 1842

## Охрана
Вид включён в Красную книгу Туркменистана (2011) и Красную книгу Узбекистана (2009)